# Зёрнова, Антонина Сергеевна
Антони́на Серге́евна Зёрнова (7 [19] мая 1883 или 19 мая 1883, Тула — 24 апреля 1964, Москва) — советский библиограф

, историк книги и книговед.

## Биография
Родилась 7 мая [19 мая] 1883 года в Туле.
После окончания средней школы переехала в Москву и поступила на Высшие женские курсы Герье, которые вскоре окончила, затем училась в МГУ в качестве запасной студентки, слушателя лекций. По окончании слушаний лекций в МГУ сдала экзамены экстерном и была удостоена диплома по профессии историка.
В 1923 году устроилась на работу в Румянцевский музей, позже преобразованный в Ленинскую библиотеку, и проработала там всю жизнь. В процессе работы в библиотеке был организован Отдел редких книг и его дополнительный подраздел, посвящённый старопечатным книгам. Занималась формированием, каталогизацией и описанием количества старопечатных изданий.
С началом Великой Отечественной войны занималась эвакуацией библиотечных фондов, а в конце войны — их реэвакуацией.
В 1958 году вышла на пенсию, однако не потеряла связи с ГБЛ, оставаясь её консультантом и членом учёного совета до конца жизни.
Скончалась 24 апреля 1964 года в Москве. Похоронена на Ваганьковском кладбище (уч. 14).

## Научное наследие
Основные научные работы посвящены зарождению новой отрасли книговедения, а также научным исследованиям старопечатной кирилловской книги.
- Занималась разработкой и применением методики библиографирования вышестоящих отраслей.
- Описывала издания на русском, украинском и белорусском языках.

## Основные труды
- Начало книгопечатания в Москве и на Украине. — М.: Типография Библиотеки им. В. И. Ленина, 1947. — 105 с.
- Орнаментика книг московской печати XVI—XVII веков / Под общ. ред. и с предисл. чл.-кор. АН СССР проф. А. А. Сидорова. — М.: Государственная библиотека СССР им. В. И. Ленина, 1952.
- Книги кирилловской печати, изданные в Москве в XVI—XVII веках: сводный каталог / Под ред. Н. П. Киселёва. — М.: Типография Библиотеки им. В. И. Ленина, 1958. — 150 с.
- Первопечатник Пётр Тимофеев Мстиславец // Книга: исследования и материалы. — Сб. IX: К 400-летию русского книгопечатания: 1564—1964. — М.: Книга, 1964. — С. 77—111.